# Флетчер, Джайлс
Джайлс (Джильс) Флетчер (англ. Giles Fletcher, ноябрь 1546, 1548 или 1549, Уотфорд, графство Хартфордшир — 11 марта 1611, Лондон) — английский поэт и дипломат, автор описания Русского царства в XVI веке. Брат лондонского епископа Ричарда Флетчера, дядя поэта Джона Флетчера.

## Биография
Родился в 1546, 1548 или 1549 году в Уотфорде в семье Ричарда Флетчера, служившего в 1551—1555 годах викарием в Бишопс-Стортфорде (Восточный Хартфордшир). Детские годы провёл в Кранбруке в Кенте, куда переведён был по службе его отец. В 1561 году поступил в Итонский колледж, затем изучал поэзию в Кембриджском университете, который окончил в 1569 году, получив степень бакалавра, а в 1573 году — магистра. В течение почти 15 лет преподавал древнегреческий язык и искусство в Королевском колледже Лондона — одном из самых престижных и старейших учебных заведений Англии. 
В 1577 году стал заместителем публичного оратора университета, а в 1579-м направлен был ректором университетского колледжа для изучения юриспруденции, получив в 1581 году степень доктора гражданского права. 3 июля 1580 года назначен был комиссаром доктора Бриджуотера, канцлера епархии Или (Кембриджшир). Позже проживал в Крэнбруке, откуда происходила его жена, а в 1582 году получил должность канцлера в Чичестере. 
В 1584 году избран членом Английского парламента от Винчелси. Ездил с дипломатическими поручениями в Шотландию, Германию, Нидерланды. В 1588 году, по рекомендации своего друга дипломата Томаса Рэндольфа, был послан в Москву для поддержания перед русским правительством ходатайства Московской компании о монополии на торговлю с северными русскими портами и для улаживания дела одного из агентов этой компании, Энтони Марша, наделавшего в России от имени компании личных долгов. 
Прибыл в Россию в сложное для Московской компании время, поскольку, невзирая на расположение к её агенту Джерому Горсею со стороны Бориса Годунова, царские власти склонялись к союзу с Испанией, поэтому его продлившаяся с 1588 по 1589 год миссия оказалась неудачной. Лишь полученные в России вскоре известия о разгроме Непобедимой Армады спасли членов посольства от грубого обращения и помогли Флетчеру добиться для английских купцов некоторых прав на торговлю на Волге. 
По возвращении в 1589 году в Англию назначен был официальным летописцем Лондонского Сити. Получив доступ к архивам, задумал написать на латыни подробную историю правления Елизаветы I, для чего обратился к лорду-казначею барону Бёрли для содействия в получении необходимых документов, направив ему план первой книги своего труда.
Параллельно начал работу над своим сочинением о России, которое издал в Лондоне в 1591 году, вызвав этим недовольство у купцов из Восточной компании, торговавшей с балтийскими странами. После жалоб последних лорду Бёрли книга его была запрещена.
В 1594—1596 годах исполнял обязанности душеприказчика своего брата, лондонского епископа Ричарда Флетчера, в 1597 году получил должность казначея в соборе Св. Павла, а в 1600-м получил от Королевского колледжа в аренду приход в Рингвуде (Хэмпшир). В 1610 году от имени Восточной компании вёл переговоры с датским посланником по поводу торговли англичан в Кремпе. 
Умер в Лондоне в 1611 году. Похоронен был в церкви Св. Кэтрин Коулман на Фенчёрч-стрит, старое здание которой уничтожил в 1666 году Великий лондонский пожар.
Являлся всесторонне образованным, грамотным человеком, хорошо разбиравшимся в юридических вопросах, что не могло не отразиться на его восприятии и оценках тех событий и явлений, с которыми он столкнулся во время поездки в Россию.

## Семья
16 января 1581 года вступил в брак с Джоанной Шиф из Крэнбрука. Имел от неё, как минимум, одну дочь Джудит и сыновей Неемию, Финеаса и Джайлса-младшего. Средний и младший сын пошли по его стопам, став поэтами.

## Миссия в России
Джайлс Флетчер приехал в Москву 25 ноября 1588 года и 19 декабря его принял царь. Посольство началось с недопустимых по тем временам дипломатических казусов.
Во-первых, от английского правительства Флетчер передал две грамоты: одну на имя царя Фёдора Ивановича, а вторую «прелюбительным, приятельным приятелям государю Борису Фёдоровичу Годунову да Андрею Щелкалову, боярину думному». Такое обращение ставило Щелкалова и Годунова «на одну доску», как пишет Середонин, и сильно обидело последнего.
Во-вторых, присланные дары оказались малозначимы, что признала впоследствии сама королева Англии. Это также негативно отразилось на настроении царя, и подарки были возвращены Флетчеру (от своей части подарков отказался и Годунов), а он сам не был приглашён к царскому столу, что было выражением негативного отношения к послу.
В-третьих, во время аудиенции Флетчер отказался зачитать полный титул царя, ссылаясь на его слишком большую длину и на то, что он больше, чем титул Елизаветы, чем нарушил правила дипломатического этика и оскорбил Фёдора Ивановича. Таким образом, допущенные уже в самом начале со стороны англичан ошибки создали почву для негативного отношения к Флетчеру и последующей неудачи посольства.
Приём прошёл сложно. Для ведения переговоров с Флетчером назначили дьяка Андрея Щелкалова, причастного к операциям Эндрю Марша и имевшего личные счёты с компанией.
Существовало ещё несколько причин, осложнявших успех миссии Флетчера, но не зависевших от него самого. Одним из них было двойственное отношение к английским купцам: с одной стороны, им покровительствовал всесильный Борис Годунов, с другой — думный дьяк Андрей Щелкалов, имевший личные счёты с Джеромом Горсеем, враждебно относился к англичанам.
Кроме того, негативное влияние оказывали и переговоры, которые в это время русское правительство вело с Николаем Варкочем — послом Рудольфа II, императора Священной Римской империи германской нации (1576—1611/1612), нацеленные на создание союза против Османской империи. То есть Россия сближалась с враждебной для протестантов католической державой, которая была союзницей Испании. Кроме того, в самой Англии в 1588 году средства казны и внимание правительства были сосредоточены на мобилизации сил против «Великой армады», из-за чего, возможно, дары Фёдору Ивановичу, которые уже упоминались выше, были подготовлены неудовлетворительно.
Посольство продолжалось, однако ожидать каких-либо успехов в переговорах, разумеется, ему не приходилось. Все дела совершались через Щелкалова: посла не допускали до переговоров с Думой, долго не давали аудиенции у царя, о чём писала сама Елизавета, и содержали под стражей. Аудиенция Флетчеру была дана только 22 апреля 1589 года (первый раз был 19 декабря 1588). На ней он настаивал на представлении второго послания от Елизаветы, однако получил отказ. 6 мая Флетчер покинул Москву вместе с Джеромом Горсеем. Дипломата на время задержали в Вологде и доставили к нему Эндрю Марша, дело которого было решено.
Фактические итоги миссии оказались неудачными: даровании компании монополии Флетчеру было отказано, у компании было отнято право беспошлинной торговли в пределах России, а по делу Марша часть предъявленных долговых претензий возложена была на компанию.

## Сочинения
Его сочинение «О государстве Русском» (англ. Of the Russe Common Wealth) имело странную судьбу. Его старалась уничтожить вышеназванная Восточная торговая компания, боявшаяся, что распространение его восстановит против неё русское правительство. Даже в 1848 году попытка О. М. Бодянского напечатать перевод этого сочинения в «Чтениях Общества истории и древностей российских» встретила цензурный запрет и повлекла за собой временное удаление Бодянского от должности секретаря названного общества. Помимо авторского издания 1591 года, выдержки из сочинения Флетчера были напечатаны в «Собрании путешествий» Ричарда Гаклюйта, издававшемся в 1600 и 1809 годах, в 1625 году — в сборнике Сэмюэла Пёрчеса, а полностью — лишь в 1856 году в издании Гаклюйтовского общества, под редакцией Эдварда Бонда.
Сочинение Флетчера состоит из 28 глав:
- В 1—4 главах помещён географический очерк России,
- в 5—13 главах описана организация государственного управления,
- в 14-й главе излагается устройство суда,
- в 15—20 главах — организация войска и быт инородцев,
- в 21—25 главах — церковное устройство,
- в 26—28 главах — частный быт русских, их внешние качества, быт и нравы.

При составлении своего труда Флетчер пользовался показаниями Джерома Горсея, вернувшегося вместе с ним из России в Англию. Анализ его текста выдаёт знакомство автора и с сочинением Сигизмунда Герберштейна. Рисуя мрачными красками управление, общественный быт и народные нравы России, сочинение Флетчера содержит в себе, при некоторой односторонности общего взгляда, немало важных сведений, характеризующих сословный и административный строй Русского царства, в силу чего считается одним из главных источников для истории России конца XVI века. Отдельные ошибки и неточности, неизбежные под пером иностранца, мельком посетившего Россию, не умаляют общей ценности источника, по некоторым вопросам сообщающего единственные дошедшие до нас показания. Отдельные замечания Флетчера, касающиеся, например, природных умственных качеств русских, которых намеренно ограждает от просвещения собственное правительство, позволяют говорить о влиянии на него гуманистических идей.
В 1848 году сочинение Флетчера было запрещено к печати в 23 томе «Чтениях Общества истории и древностей российских». Впервые русский перевод его полностью опубликовала в 1867 году Вольная русская типография в Женеве, в переводе историка-архивиста директора Московского главного архива Министерства иностранных дел кн. М. А. Оболенского; это же издание переиздано было в 1906 году А. С. Сувориным.
Из остальных сочинений Флетчера известны следующие: «О препятствиях торговле англичан в России и средствах заслужить благоволение царя и устрашить русских», «Победа и торжество Христа на небесах и на земле, над смертью и по смерти», «Возвращение израильтян, два кратких рассуждения, одно — Джилса Флетчера, доктора права, другое — Самуила Ли» и «Рассуждение о том, что татары суть потомки десяти колен, отведенных в плен Салманасаром».

### Цитаты
«Стрельцы, составляющие пехоту, не носят никакого оружия, кроме самопала в руке, бердыша на спине и меча сбоку. Ствол их самопала не такой, как у солдатского ружья, но гладкий и прямой (несколько похожий на ствол охотничьего ружья); отделка ложа очень груба и неискусна, и самопал весьма тяжел, хотя стреляют из него очень небольшой пулей».
«В зимнее время, когда все бывает покрыто снегом и земля так замерзает, что нельзя действовать ни заступом, ни ломом, они не хоронят покойников, а ставят их (сколько ни умрёт в течение зимы) в доме, выстроенном за городом, который называют Божедом, или Божий дом: здесь трупы накладываются друг на друга, как дрова в лесу, и от мороза становятся твёрдыми, как камень; весной же, когда лёд растает, всякий берёт своего покойника и предаёт его земле».

## Публикации
- Флетчер Дж. О государствѣ Русскомъ / Пер. Д. И. Гиппиуса, М. А. Оболенского. — СПб.: Изд. А. С. Суворина, 1906. — 156 с.
- Флетчер Дж. О государстве Русском // Проезжая по Московии (Россия XVI—XVII веков глазами дипломатов) / Отв. ред. Н. М. Рогожин. — М.: Международные отношения, 1991. — С. 25—138. — (Россия в мемуарах дипломатов). — 25 000 экз. — ISBN 5-7133-0353-5.
- Флетчер Дж. О государстве Русском / Пер. М. А. Оболенского. — М.: Захаров, 2002. — 176 с. — (Знаменитые книги). — 3000 экз. — ISBN 5-8159-0195-4.
- Флетчер Дж. О государстве Русском / Пер. М. А. Оболенского // Россия XVI века. Воспоминания иностранцев. — Смоленск: Русич, 2003. — С. 14—151. — (Популярная историческая библиотека). — 5100 экз. — ISBN 5-8138-0426-9.
- Флетчер Дж. О государстве Русском, или образ правления Русского Царя (обыкновенно называемого Царём Московским): С описанием нравов и обычаев жителей этой страны / Пер. М. А. Оболенского. — М.: URSS; Ленанд, 2014. — С. 168. — (Академия фундаментальных исследований: История). — ISBN 978-5-9710-0898-9.
- Fletcher, Giles. Of the Russe Common Wealth. Or, Maner of Governement by the Russe Emperour, (commonly called the Emperour of Moskouia) with the manners, and fashions of the people of that Countrey. — Printed by T.D. for Thomas Charde, 1591. Архивная копия от 26 ноября 2015 на Wayback Machine
- Bond Edward Augustus (ed.). Russia at the close of the sixteenth century: Comprising, the treatise "Of the Russe Common Wealth". — London: Printed for the Hakluyt Society, 1856. — cxxxix, 392 p.